# Adrian Chică Roșă
Marian-Adrian Chică Roșă (n. 8 septembrie 1998, Botoșani, România) este un fotbalist român, care joacă pe post de atacant la Botoșani în SuperLiga României.

## Junioratul
Adrian Chică Roșă a început fotbalul la juniorii lui FC Botoșani, dar după ce, la 18 ani nu a mai fost reținut în lotul echipei și nu a primit alte oferte, a renunțat la fotbal și a ales să plece din România, alături de prietena lui. A lucrat la cules flori în Țările de Jos timp de un an și două luni. Revenit în țară, a acceptat să joace în Liga a IV-a Botoșani la Avântul Albești, unde a fost găsit de fostul lui antrenor de juniori, care l-a recrutat pentru nou-înființata echipă a doua a clubului FC Botoșani, care urma să joace în Liga a III-a.

## Cariera de seniori
De la FC Botoșani 2, a fost împrumutat în 2020 la SCM Gloria Buzău, echipă nou-promovată în Liga II. Acolo nu a impresionat la început, dar i s-a dat încredere și i s-a prelungit împrumutul după primul sezon în care a marcat 3 goluri în 19 meciuri. În sezonul următor, 2020–2021, a început foarte puternic, marcând 5 goluri în primele 7 meciuri, după care a debutat în fazele superioare ale Cupei României, când a înscris în prelungiri golul decisiv al victoriei echipei sale contra echipei de prima ligă FC Academica Clinceni. În Cupa României, FC Buzău a ajuns în sferturile de finală, unde a fost eliminată de altă echipă de primă ligă, FC Voluntari. La pauza competițională de toamnă, Chică Roșă era golgheterul Ligii a II-a.